# Mzilikazi
Mzilikazi (significa El Sendero de la Sangre o El Gran Camino), también llamado Mosilikatze o Moselekatze (h. 1790-9 de septiembre de 1868), fue un rey sudafricano que fundó el reino de los matabele (Mthwakazi) en la región que hoy en día es Zimbabue. Luego del rey zulú Shaka, es considerado uno de los grandes líderes militares sudafricanos.
Mzilikazi tenía un alto rango dentro del ejército de Shaka. En 1823 se rebeló contra el rey. Para evitar una ejecución ritual, huyó hacia el norte con su tribu, los khumalo. En un recorrido de más de 800 kilómetros, se dirigió primero al territorio de Mozambique, y luego hacia la región de Transvaal al oeste.
Ataques de otras tribus le motivaron a seguir más hacia el oeste (a lo que hoy en día es Botsuana) y, en 1837, al norte (a lo que es ahora Zambia). Incapaz de someter a los kololo, decidió retirarse al sureste, a la región que se conoció más tarde como Matabelelandia (al suroeste de lo que hoy en día es Zimbabue) y establecerse allí de manera definitiva.
Según estimaciones modernas, de los cerca de 20 000 seguidores con los que había iniciado su larga marcha quedaban alrededor 15 000 ya que muchos murieron por el hambre, pestes y guerras que sufrieron. A partir de entonces la población de su pueblo empezó lentamente a crecer sumándoseles, además, las tribus menores que conquistaron e integraron.
Una vez allí, organizó a su pueblo bajo un sistema de unidades militares similares a las de Shaka. Estas fueron tan efectivas, que lograron repeler los ataques bóer entre 1847 y 1851 hasta el punto que el gobierno sudafricano no tuvo más remedio que firmar un tratado de paz con Mzilikazi en 1852.